# 기토 히로시
기토 히로시(일본어: 鬼頭 洋, 1943년 4월 18일 ~ )는 일본의 전 프로 야구 선수이다. 미에현 이세시 출신이며 현역 시절 포지션은 투수였다.

## 인물
나고야 상과대학 부속 고등학교를 졸업하고 나고야 상과대학에 진학했다. 아이치 대학 리그에서는 주쿄 대학의 전성기가 한창이던 때에 재학 시절 우승을 경험하지 못하고 2위를 두 차례에 그쳤다. 1963년 춘계 리그에서는 난잔 대학을 상대로 17개의 탈삼진을 기록했다. 리그 통산 31경기에 등판하여 15승 10패, 평균 자책점 1.31, 탈삼진 87개를 기록했다.
3학년 때 대학을 중퇴하고 1965년 다이요 웨일스에 입단, ‘귀중한 좌완’으로서 기대돼 1967년 6월부터는 선발로 기용됐지만 겨우 1승에 끝나면서 일시적으로 침체를 겪었다. 1970년에는 개막 이후부터 선발진의 일원으로 활약하여 그해 6월 9일 야쿠르트 아톰스전에서 노히트 노런을 달성했다. 이러한 기세로 승리를 거듭하여 그해 자신의 유일한 두 자릿수 승리(13승)(11선발승)를 기록했다. 그 후에도 선발 투수로서 활약했지만 1973년 고야마 마사아키와의 맞트레이드로 야스다 다이이치와 함께 롯데 오리온스로 이적했다. 같은 해에도 4승(3선발승)을 기록했지만 이듬해인 1974년에 친정팀 다이요로 복귀했고 1975년을 끝으로 현역에서 은퇴했다.

한편, 다이요는 1970년 본인(기토) 이후 1987년 김일융(11선발승) 이전까지 좌완투수 중  두자릿수 선발승을 기록한 선수가 한동안 나오지 않았으며 김일융은 1968년 여름 고시엔 대회 준우승 뒤 다이요 외에도 샌프란시스코 자이언츠 난카이 한큐 도에이 니시테쓰 히로시마 주니치  등에서 입단 교섭이 왔지만 요미우리를 선택했고 오리온스는 오노 쇼이치 미히라 하루키 이후 쓸만한 좌완투수 보강을 위해 영입한 본인(기토)가 4승(3선발)에 그치자 다음 해 다이요로 팔아버렸으며 1980년 미즈타니 노리히로(1973년 시즌 중 주니치에서 이적) (10선발승) 이전까지 한동안 두자릿수 선발승을 거둔 좌완투수가 전무했었다.

## 선수로서의 특징
스리쿼터에서 커브, 포크볼, 슈토를 무기로 삼았다.

## 상세 정보

### 출신 학교
- 나고야 상과대학 부속 고등학교
- 나고야 상과대학(중퇴)

### 선수 경력
- 다이요 웨일스(1965년 ~ 1972년, 1974년 ~ 1975년)
- 롯데 오리온스(1973년)

### 개인 기록
- 노히트 노런 : 1회(1970년 6월 9일, 대 야쿠르트 아톰스 전, 가와사키 구장) ※역대 43번째
- 올스타전 출장 : 1회(1970년)

### 등록명
- 21(1965년 ~ 1973년)
- 13(1974년 ~ 1975년)

### 연도별 투수 성적
| 연 도      | 소 속      | 등 판 | 선 발 | 완 투 | 완 봉 | 무 4 구 | 승 리 | 패 전 | 세 이 브 | 홀 드 | 승 률 | 타 자 | 이 닝 | 피 안 타 | 피 홈 런 | 볼 넷 | 고 4 | 몸 맞 | 탈 삼 진 | 폭 투 | 보 크 | 실 점 | 자 책 점 | 평 자 책 | W H I P |
| ---------- | ---------- | ----- | ----- | ----- | ----- | ------- | ----- | ----- | -------- | ----- | ----- | ----- | ----- | -------- | -------- | ----- | ---- | ----- | -------- | ----- | ----- | ----- | -------- | -------- | ------- |
| 1967년     | 다이요     | 15    | 11    | 0     | 0     | 0       | 1     | 4     | --       | --    | .200  | 194   | 43.1  | 51       | 2        | 13    | 0    | 4     | 38       | 2     | 0     | 18    | 17       | 3.56     | 1.48    |
| 1968년     | 다이요     | 4     | 2     | 0     | 0     | 0       | 0     | 1     | --       | --    | .000  | 27    | 4.0   | 9        | 0        | 4     | 0    | 1     | 2        | 0     | 0     | 6     | 1        | 2.25     | 3.25    |
| 1969년     | 다이요     | 9     | 4     | 1     | 0     | 0       | 1     | 1     | --       | --    | .500  | 153   | 40.2  | 22       | 2        | 10    | 1    | 1     | 44       | 1     | 1     | 8     | 8        | 1.76     | 0.79    |
| 1970년     | 다이요     | 49    | 24    | 5     | 4     | 3       | 13    | 12    | --       | --    | .520  | 755   | 194.2 | 151      | 16       | 28    | 2    | 7     | 151      | 3     | 0     | 56    | 52       | 2.40     | 0.92    |
| 1971년     | 다이요     | 33    | 20    | 1     | 1     | 0       | 7     | 12    | --       | --    | .368  | 552   | 137.1 | 124      | 11       | 20    | 2    | 3     | 102      | 3     | 0     | 42    | 37       | 2.43     | 1.05    |
| 1972년     | 다이요     | 34    | 16    | 1     | 0     | 0       | 3     | 8     | --       | --    | .273  | 448   | 111.0 | 103      | 14       | 23    | 1    | 8     | 75       | 3     | 1     | 46    | 42       | 3.41     | 1.14    |
| 1973년     | 롯데       | 36    | 10    | 3     | 0     | 0       | 4     | 2     | --       | --    | .667  | 332   | 75.1  | 76       | 6        | 39    | 1    | 3     | 30       | 0     | 1     | 40    | 36       | 4.32     | 1.53    |
| 1974년     | 다이요     | 14    | 3     | 0     | 0     | 0       | 0     | 1     | 0        | --    | .000  | 98    | 21.2  | 21       | 3        | 13    | 1    | 0     | 16       | 0     | 0     | 8     | 8        | 3.27     | 1.57    |
| 통산 : 8년 | 통산 : 8년 | 194   | 90    | 11    | 5     | 3       | 29    | 41    | 0        | --    | .414  | 2559  | 628.0 | 557      | 54       | 150   | 8    | 27    | 458      | 12    | 3     | 224   | 201      | 2.88     | 1.13    |